# Johann Grueber
Johann Grueber (n. 28 octombrie 1623, Linz, Austria – d. 30 septembrie 1680, Sárospatak, Borsod-Abaúj-Zemplén, Ungaria) a fost un misionar iezuit și astronom austriac din China imperială, cunoscut mai ales ca explorator al Tibetului.

## Biografie
S-a alăturat Societății lui Isus (ordinul iezuit) în 1641 și a plecat în China în 1656, unde a fost activ la curtea imperială de la Beijing ca profesor de matematică și asistent al preotului astronom Adam Schall von Bell. În 1661 superiorii săi l-au trimis, împreună cu misionarul belgian Albert Dorville (D'Orville), la Roma, pentru a-l apăra pe astronomul iezuit Adam Schall von Bell de acuzația că „a stimulat practicile superstițioase” (motivată de activitatea sa de reformare a calendarului chinezesc).
Deoarece călătoria pe mare nu era posibilă din cauza blocadei coloniei Macao realizate de olandezi, cei doi misionari au decis să efectueze o călătorie îndrăzneață de la Pekin la Goa (India) prin Tibet și Nepal. Această idee a stat la baza călătoriei memorabile a lui Grueber (Dorville a murit pe drum), care l-a făcut să fie considerat unul dintre cei mai de succes exploratori ai secolului al XVII-lea (Tonnier). Părăsind Pekinul pe 13 aprilie 1661, ei au călătorit mai întâi către Sinning-fu, la granița provinciei Kan-su; apoi pe teritoriul provinciei Kukunor și prin Tartaria Calmâcă (Desertum Kalnac) către Lhasa. Grueber și Dorville au intrat în Tibet pe 13 iulie și au ajuns la 8 octombrie în capitala Lhasa, unde au rămas două luni (octombrie și noiembrie). Ei au fost primii europeni care au vizitat capitala tibetană după călugărul franciscan Odoric de Pordenone, în 1328.

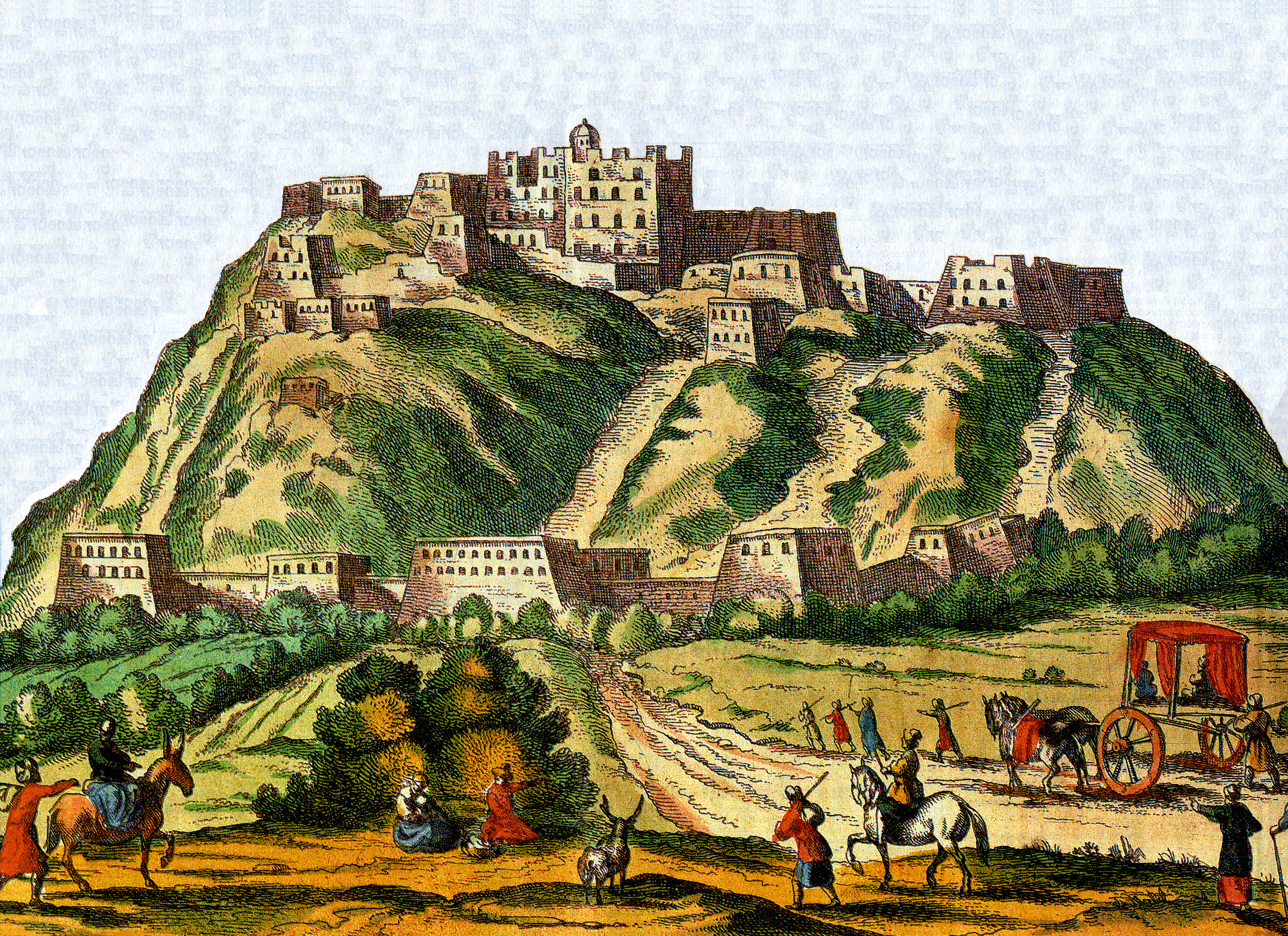
Palatul Potala din Lhasa (desen realizat de Grueber)

Au traversat apoi pasurile montane dificile ale Himalayei, au ajuns la Kathmandu (Nepal) și apoi au coborât în bazinul fluviului Gange, trecând prin orașele Patna și Agra, fosta capitală a Imperiului Mogul. Această călătorie a durat 214 zile. Pe tot parcursul drumului, cei doi misionari au realizat hărți ale teritoriilor străbătute și au făcut observații politice și religioase asupra Tibetului, un loc complet necunoscut europenilor în acea vreme. Dorville a efectuat cercetări geografice, determinând exact longitudinea și latitudinea locurilor pe care le străbăteau. Johann Grueber, mai mult desenator decât scriitor, a lăsat numeroase desene având ca subiect viața din Tibet, inclusiv un celebru desen al Palatului Potala din Lhasa, singura reprezentare artistică cunoscută a palatului până la prima fotografie făcută al începutul secolului al XX-lea.
Dorville a murit la Agra, epuizat de călătoria grea pe care a făcut-o. Pentru restul călătoriei din Goa spre Europa, Grueber a fost însoțit de misionarul iezuit Heinrich Roth, un învățat cunoscător al limbii sanscrite, cu care a călătorit prin Persia și Turcia. Cei doi călători au ajuns la Roma pe 2 februarie 1664. Călătoria lor a evidențiat posibilitatea unei legături directe între China și India, precum și importanța trecătoarelor din munții Himalaya.
Biograful Richard Tronnier a afirmat: „Grație energiei lui Grueber, Europa a primit primele informații corecte despre Tibet și locuitorii săi”. Deși Oderico de Pordenone a traversat Tibetul în 1327 și a vizitat Lhasa, el nu a lăsat nicio relatare scrisă a acestei călătorii. António de Andrade și Manuel Marquez au împins explorările pe cursul nordic al râului Sutlej până la Tsarapang.
Împăratul Leopold I i-a cerut lui Grueber să se întoarcă în China prin Rusia pentru a explora posibilitatea unui alt traseu pe uscat prin Asia Centrală, dar călătoria s-a încheiat la Constantinopol, deoarece Grueber s-a îmbolnăvit grav. El a fost obligat să se întoarcă. Deși avea o stare proastă de sănătate, Grueber a mai lucrat încă 14 ani ca predicator și ghid spiritual în școlile iezuite din Trnava (Slovacia) și Sárospatak (Ungaria), unde a murit în 1680.

## Prezentări ale călătoriei sale

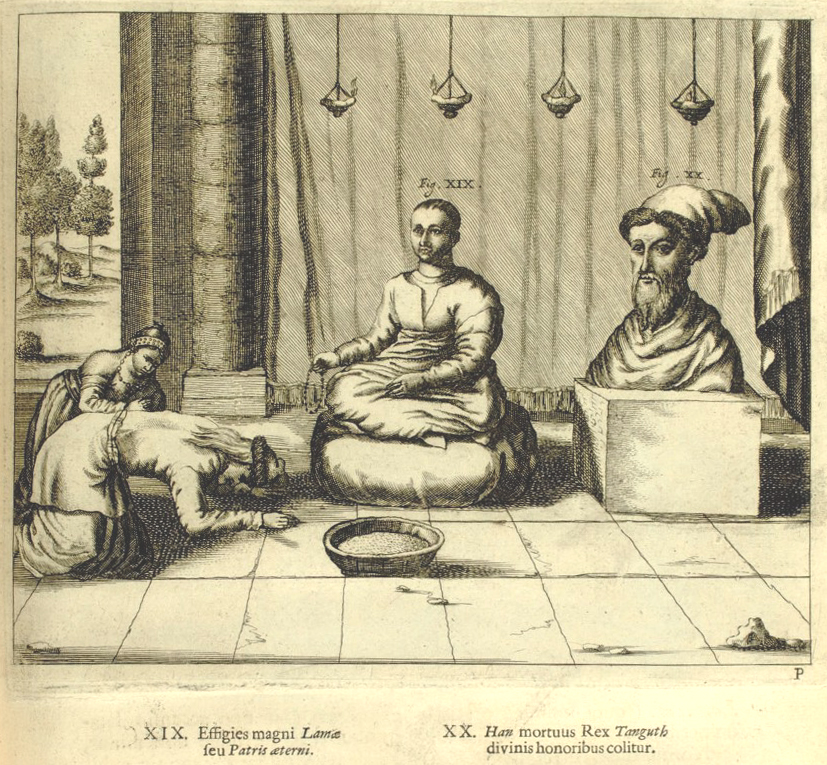
Statuile celui de-al V-lea Dalai Lama și (aparent) a lui Güshi Khan văzute de Grueber în holul palatului lui Dalai Lama

O relatare a acestei prime călătorii a unui european prin Tibet în perioada modernă a fost publicată de Athanasius Kircher, căruia Grueber îi lăsase jurnalele și hărțile, completate cu numeroase adăugiri verbale și scrise (China illustrata, Amsterdam, 1667, 64 -67). În ediția franceză a cărții China (Amsterdam, 1670) este inclusă și o scrisoare adresată de Grueber ducelui de Toscana. Scrierile celor doi misionari au fost reproduse ulterior la sfârșitul secolului al XVIII-lea de J. F. Laharpe.
Pentru scrisorile lui Grueber, vezi „Neue Welt-Bott” (Augsburg și Gratz, 1726), nr. 34; Thévenot (pe care Grueber l-a cunoscut la Constantinopol), „Divers voyages curieux” (Paris, 1666, 1672, 1692), II; extrase în Ritter, „Asien” (Berlin, 1833), II, 173; III, 453; IV, 88, 183; Anzi, „II genio vagante” (Parma, 1692), III, 331-399.

## Mențiuni literare
Numele misionarului Johann Grueber este menționat în romanul Orizont pierdut (1933) al lui James Hilton. Astfel, consulul britanic Hugh Conway descoperă în biblioteca lamaseriei Shangri-La din Tibet un exemplar rar al lucrării Voyage à la Chine des Pères Grueber et d'Orville de Melchisédech Thévenot, care a fost publicat în 1673 la Paris.

## Legături externe
- Acest articol încorporează text din  Catholic Encyclopedia apărută în anul 1913, care este actualmente domeniu public.